# Protathlitis cinctorrensis
Protathlitis cinctorrensis was een vleesetende theropode dinosauriër, behorende tot de Spinosauroidea, die tijdens het vroege Krijt leefde in het gebied van het huidige Spanje.
In 1998 ontdekte de geoloog Ramón Ortí de ANA-vindplaats, waar van 2002 af opgravingen werden verricht. Daarbij werden de resten gevonden van een spinosauride.
In 2023 werd de typesoort Protathlitis cinctorrensis benoemd en beschreven door Andrés Santos‑Cubedo, Carlos de Santisteban, Begoña Poza en Sergi Meseguer. De geslachtsnaam is het Grieks Πρωταθλητής, "kampioen", een verwijzing naar de UEFA Europa League titel in 2021 behaald door Villarreal C.F. en het honderdjarig bestaan in 2023 van deze voetbalclub. De soortaanduiding verwijst naar de herkomst bij de stad Cinctorres, een honderdtal kilometers van de vindplaats gelegen.
De soort is vooralsnog de enige soort die tot het geslacht Protathlitis wordt gerekend.